# Ranachan Hillfort

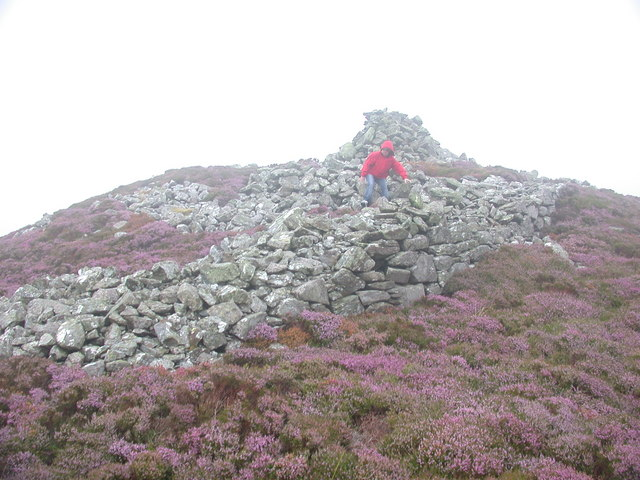
Ranachan Hillfort

Ranachan Hillfort ist eine ehemalige umwallte Anlage auf der Halbinsel Kintyre im schottischen Argyll and Bute. Sie liegt nordöstlich von Kilchenzie und 800 m östlich der Banageck-Farm.
Die einst beachtliche Mauer der kleinen ovalen Befestigung, mit Innenmaßen von 35 × 24 m, die 212 m hoch gelegen die Machrihanish-Bucht überblickt, ist nur noch niedrig. Der Umriss an der Hügelspitze ist jedoch erhalten und es gibt auf der Südseite mehrere Mauerbereiche, die noch mehr als 1,2 m Höhe haben. Verstärkungen der Wand, die zwischen 2,7 und 3,7 m dick ist, sind im Nordosten und im Süden zu erkennen. Das Fort wurde an seiner Ostflanke mit zusätzlichen Wällen verstärkt, deren zeitlicher Bezug zum Bau des Hillforts aber ungeklärt ist. Der 2,7 auf 2,0 m breite Zugang liegt im Westen und ein kleinerer im Norden. Der Vergleich mit anderen Hillforts in dieser Region und in der Zeit (Dun Kildonan) zeigt, dass das Hillfort ein wichtiges Zentrum der des Königreichs Dalriada im ersten Jahrtausend n. Chr. war. 